# 傑佛遜四號縣區 (伊利諾伊州波普縣)
傑佛遜四號縣區（英語：Precincts (United States)）是位於美國伊利諾伊州波普縣的一個縣區。

## 地方資料
根據2010年美國人口普查的數據，傑佛遜四號縣區的面積為182.48平方千米，當中陸地面積為178.03平方千米，而水域面積為0.45平方千米。當地共有人口448人，而人口密度為每平方千米2.46人。